# 1620 Географ
1620 Географ — невеликий потенційно небезпечний навколоземний астероїд із групи аполлонів із середнім діаметром приблизно 2,5 км. Астероїд був відкритий 14 вересня 1951 року астрономами Альбертом Джорджем Вілсоном та Рудольфом Мінковським в Паломарській обсерваторії в США. Мав тимчасову назву 1951 RA. Названий Географ на честь Національного географічного товариства.
2008 року було виявлено прискорення астероїда dω/dt=(1.15±0.15)⋅10-8 рад/день2, пов'язане з дією YORP-ефекту.